# Szariarka
A Szariarka (kazak: Сарыарқа [Szariarka], a. m. Sárga-hegység, orosz: Казахский мелкосопочник [Kazahszkij melkaszopacsnyik]), magyar nevén: Kazak-hátság  vagy Kazah-hátság, egy erősen lepusztult gyűrt hegység maradványa Kazahsztán északi felének keleti részén. A hatalmas kiterjedésű terület hossza nyugatról keletre kb. 1200 km, délről észak felé a legnagyobb kiterjedése kb. 900-950 km (nyugaton), keleten kb. 400 km.
A nyugati részen, ahol az átlagos abszolút magasság 300 és 500 m között van, két alacsony hegyvidék található: az Ulitau (Ұлытау) és a Köksetau (Көкшетау қыраты). A keleti részen az abszolút magasságok átlagosan 500 és 1000 m között vannak és több hegység emelkedik ki.

## Részei
Középső részén található a Karkarali-hegység (Қарқаралы таулары, 1403 m). Ettől délre a Kiziltasz-hegység (Кызылтас) az Akszoran-hegységgel (Ақсораң). Utóbbi legmagasabb pontja 1565 m, mely egyben a Szariarka legmagasabb pontja is.
A hátság délnyugati részén az Ulitau (Ұлытау 1133 m), északnyugaton a Köksetau-fennsík (Көкшетау қыраты) vagy Kökse-hegység (947 m) található. Keleten a Csingiztau (Шыңғыстау 1077 m) és az Aksatau (Акшатау 1305 m) hegysége található.

## Vízrajz
A legfontosabb folyói az Isim, Nura, Szariszu (Сарысу). A nyári hónapokban a folyók sekélyekké válnak, gyakran kiszáradnak. Állandó áramlás csak az Isimnél figyelhető meg. A hegyekben sós tavak vannak. Édesvízi tavak elsősorban a Koksetau-fennsík régiójában találhatók.

## Éghajlat
Mivel a hátság az óceánoktól és a tengerektől távol helyezkedik el, itt a szibériai anticiklon és a sarki légtömegek szabadon keringenek. Az éghajlat száraz és szélsőséges kontinentális. A tél igen hideg, a nyár forró. Az átlagos éves csapadékmennyiség a déli részén 200-300 mm, északon 300-400 mm.

## Galéria

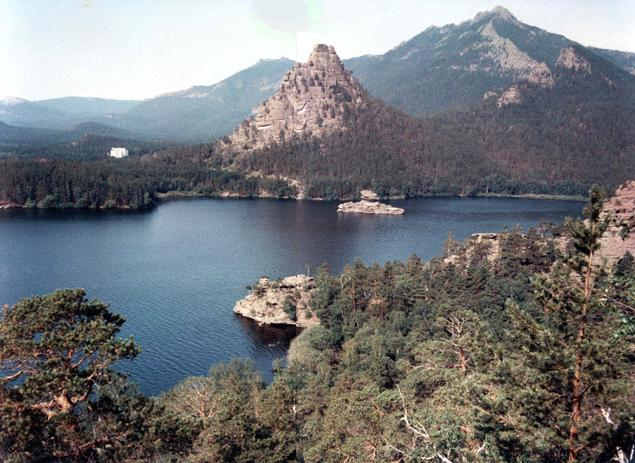
Burabaj Nemzeti Park
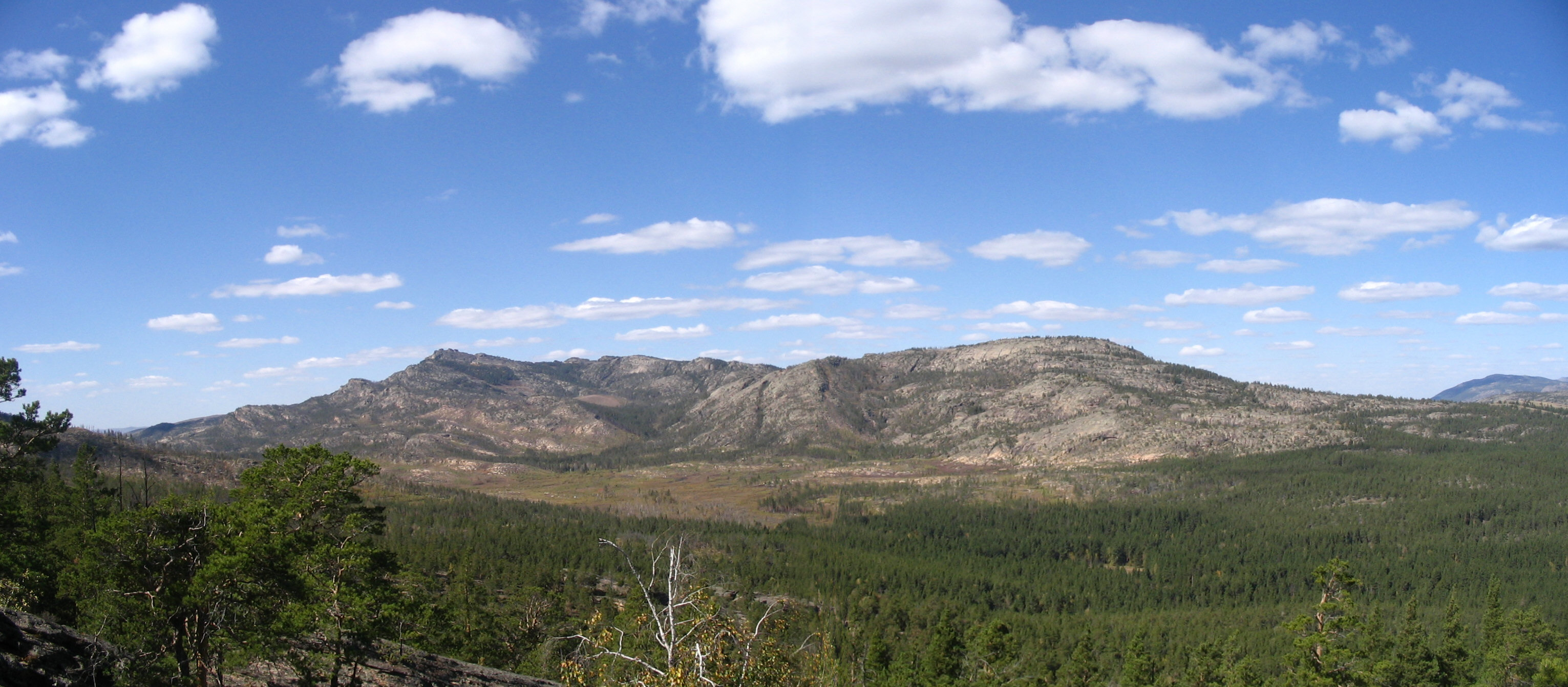
Karkarali Nemzeti Park
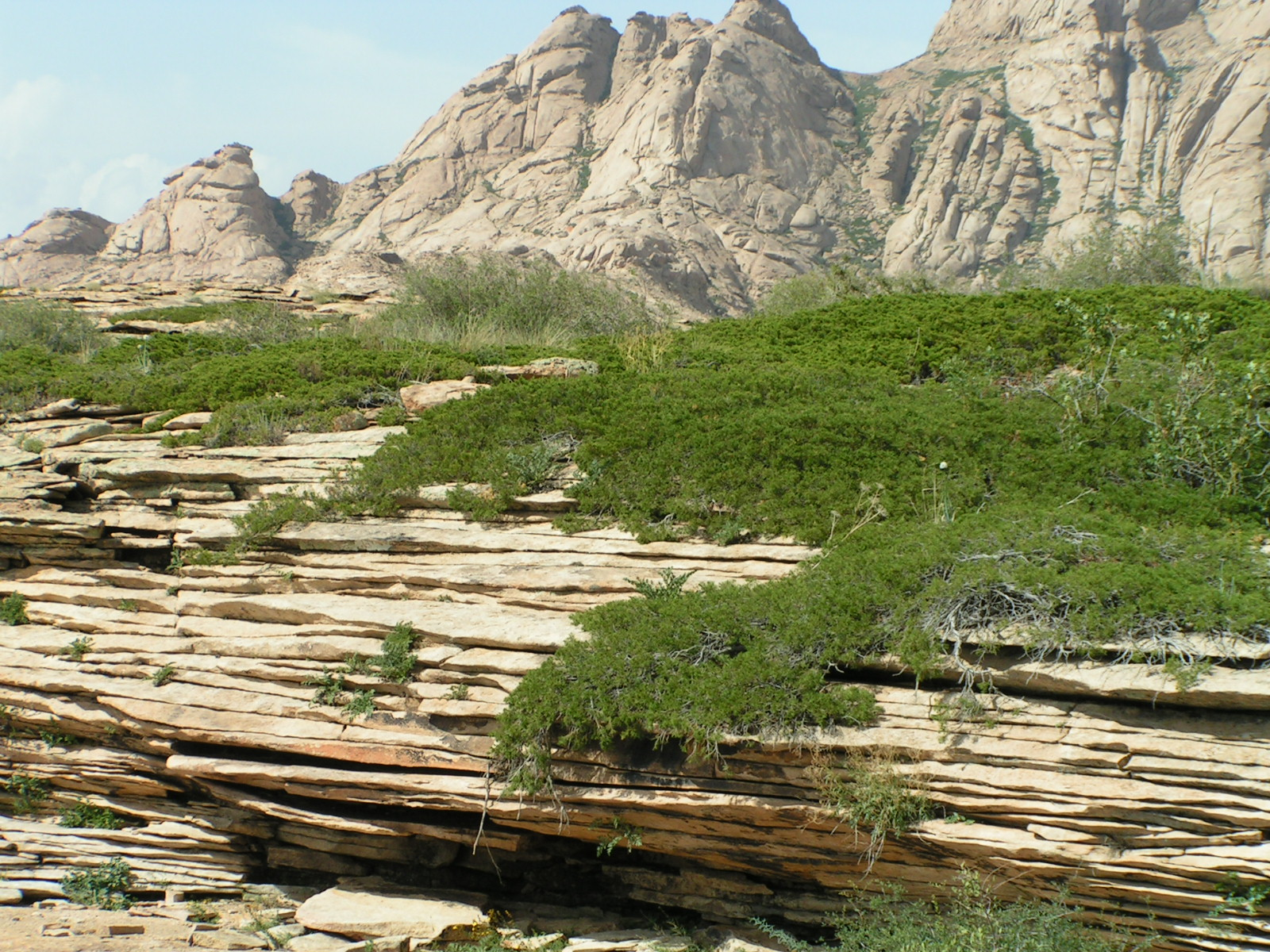
Baktau-Ata
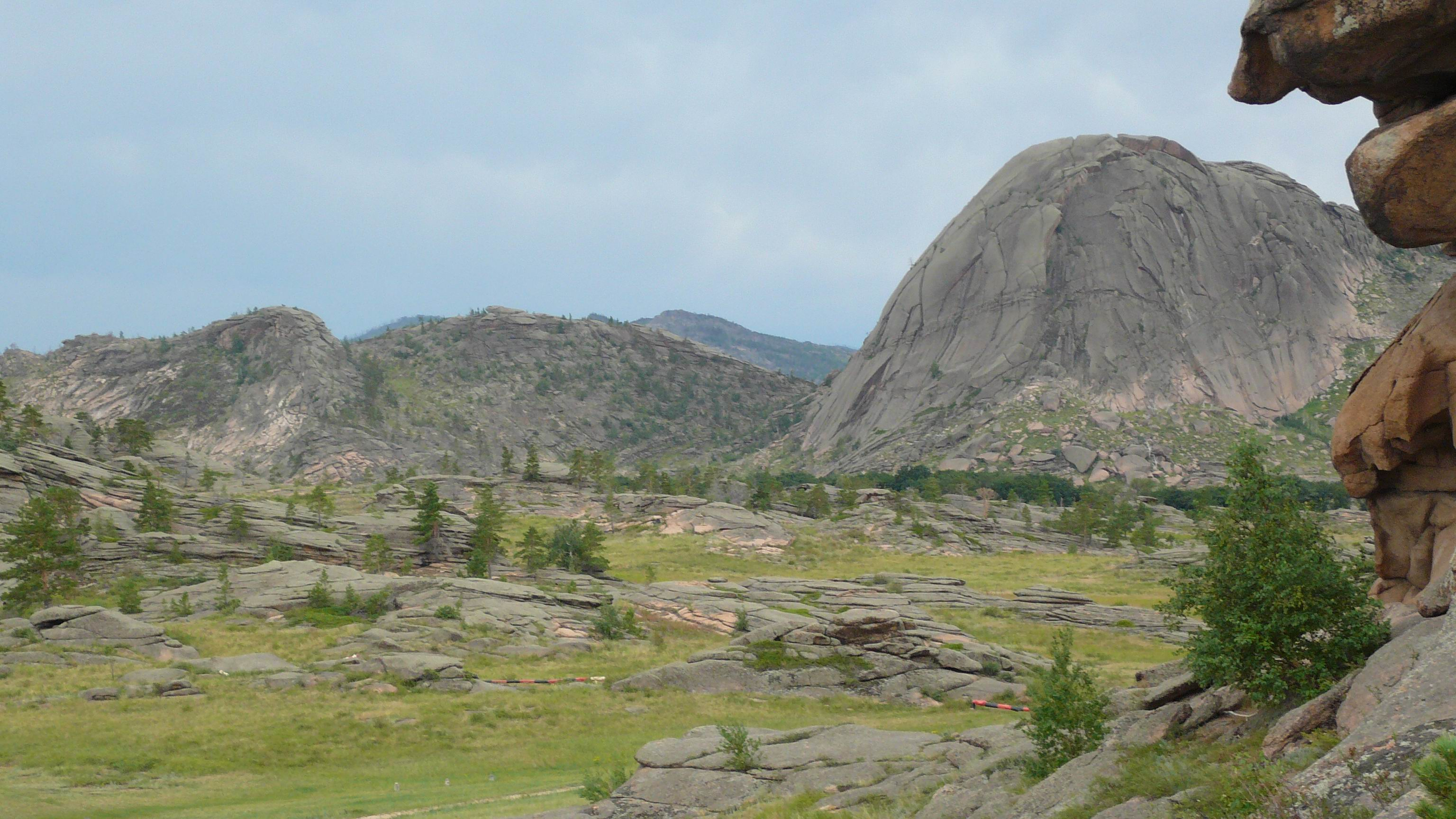
Bajanaul N. P.

## Fordítás
- Ez a szócikk részben vagy egészben  a(z)   Казахский мелкосопочник című orosz Wikipédia-szócikk fordításán alapul.  Az eredeti cikk szerkesztőit annak laptörténete sorolja fel. Ez a jelzés csupán a megfogalmazás eredetét és a szerzői jogokat jelzi, nem szolgál a cikkben szereplő információk forrásmegjelöléseként.